# 2016년 K3리그
K3리그 2016은 K3리그의 10번째 시즌이다. 2016 시즌부터 서울 FC 마르티스가 빠지고 충청남도 부여군을 연고로 하는 부여 FC, 경기도 시흥시를 연고로 하는 시흥 시민축구단, 경기도 양평군을 연고로 하는 양평 FC가 참가하여 20개 구단이 참가한다.
2016 시즌부터 리그 방식이 변경되어 20개 팀은 정규시즌에 단일 리그로 1라운드로빈(팀별 19경기)을 치르며 정규시즌이 끝난 이후 상위 4팀을 대상으로 K3 챔피언십(포스트시즌)이 진행된다. K3리그 챔피언십은 리그 3위와 4위가 플레이오프 1라운드를, 플레이오프 1라운드 우승팀과 리그 2위가 플레이오프 2라운드를, 플레이오프 2라운드 우승팀과 리그 1위가 챔피언 결정전을 치르는 방식으로 진행된다.
이 외에 2017 시즌부터는 대한축구협회의 승강 시스템 구축 계획에 따라 K3리그의 하부 리그가 출범할 예정이다. 승강 시스템 구축 계획에 따르면 기존의 K3리그는 2017 시즌부터 'K3리그' 어드밴스로 바뀌고, 새로 출범하는 하부리그인 'K3리그' 베이직과는 승강제를 실시한다. 2016 정규시즌 성적에 따라 하위 5팀(16위~20위)은 'K3 베이직리그'에 자동으로 강동되며 12위~15위의 4팀은 승강 플레이오프를 치러 그 중 3팀이 강등된다.

## 2016 시즌 참가팀
| 경주 시민축구단 전주 시민축구단 청주 시티 FC 청주 FC 전남 영광 FC 춘천 FC 평창 FC                                                                                          |
| 고양 시민축구단 김포 시민축구단 서울 마르티스 서울 유나이티드 FC 의정부 양주 시민축구단 양평 FC 이천 시민축구단 중랑 코러스 무스탕 파주 시민축구단 포천 시민축구단 화성 FC |

| 클럽               | 연고지    | 홈구장              | 가입년도 |
| ------------------ | --------- | ------------------- | -------- |
| 이천 시민축구단    | 이천      | 이천종합운동장      | 2009년   |
| 포천 시민축구단    | 포천      | 포천종합운동장      | 2008년   |
| 파주 시민축구단    | 파주      | 파주스타디움        | 2012년   |
| 경주 시민축구단    | 경주      | 경주시민운동장      | 2008년   |
| 전주 시민축구단    | 전주      | 전주대학교 인조구장 | 2007년   |
| FC 의정부          | 의정부    | 의정부종합운동장    | 2014년   |
| 평창 FC            | 평창      | 평창스타디움        | 2008년   |
| 청주 시티 FC       | 청주      | 흥덕축구공원        | 2016년   |
| 중랑 코러스 무스탕 | 서울 중랑 | 중랑구립잔디운동장  | 2012년   |
| 화성 FC            | 화성      | 화성종합경기타운    | 2013년   |
| 춘천 FC            | 춘천      | 춘천종합운동장      | 2010년   |
| 청주 FC            | 청주      | 청주종합운동장      | 2009년   |
| 양주 시민축구단    | 양주      | 양주고덕인조구장    | 2007년   |
| 전남 영광 FC       | 영광      | 영광스포티움        | 2010년   |
| 서울 유나이티드    | 서울 노원 | 마들스타디움        | 2007년   |
| 김포 시민축구단    | 김포      | 김포공설운동장      | 2013년   |
| 고양 시민축구단    | 고양      | 고양별무리구장      | 2008년   |
| 부여군 FC          | 부여      | 부여종합운동장      | 2016년   |
| 시흥 시민축구단    | 시흥      | 정왕동체육공원      | 2016년   |
| 양평 FC            | 양평      | 용문생활체육공원    | 2016년   |

## 정규리그 순위
| 순위 | 팀                     | 경기 | 승 | 무 | 패 | 득 | 실 | 차  | 승점 | 참가 자격 및 강등                  |
| ---- | ---------------------- | ---- | -- | -- | -- | -- | -- | --- | ---- | ---------------------------------- |
| 1    | 포천시민 (Q)           | 19   | 16 | 2  | 1  | 52 | 14 | +38 | 50   | 2016 K3리그 챔피언십 챔피언 결정전 |
| 2    | 김포 FC (Q)            | 19   | 16 | 1  | 2  | 46 | 14 | +32 | 49   | 2016 K3리그 챔피언십 플레이오프    |
| 3    | 청주 시티 (Q)          | 19   | 15 | 1  | 3  | 42 | 11 | +31 | 46   | 2016 K3리그 챔피언십 플레이오프    |
| 4    | 양주시민 (Q)           | 19   | 12 | 4  | 3  | 46 | 31 | +15 | 40   | 2016 K3리그 챔피언십 플레이오프    |
| 5    | 전주시민 (Q)           | 19   | 11 | 4  | 4  | 36 | 24 | +12 | 37   | 2016 K3리그 챔피언십 플레이오프    |
| 6    | 이천시민               | 19   | 11 | 3  | 5  | 53 | 24 | +29 | 36   |                                    |
| 7    | 파주시민               | 19   | 10 | 4  | 5  | 47 | 24 | +23 | 34   |                                    |
| 8    | 춘천 FC                | 19   | 10 | 2  | 7  | 23 | 18 | +5  | 32   |                                    |
| 9    | 화성 FC                | 19   | 9  | 4  | 6  | 37 | 26 | +11 | 31   |                                    |
| 10   | 경주시민               | 19   | 9  | 3  | 7  | 32 | 24 | +8  | 30   |                                    |
| 11   | 양평 FC                | 19   | 8  | 6  | 5  | 34 | 26 | +8  | 30   |                                    |
| 12   | 시흥시민 (R)           | 19   | 8  | 2  | 9  | 32 | 40 | -8  | 26   | 2016 K3리그 승강 플레이오프        |
| 13   | 중랑 코러스 무스탕 (R) | 19   | 6  | 4  | 9  | 25 | 27 | -2  | 22   | 2016 K3리그 승강 플레이오프        |
| 14   | 평창 FC (R)            | 19   | 5  | 3  | 11 | 18 | 39 | -21 | 18   | 2016 K3리그 승강 플레이오프        |
| 15   | 충북 청주 FC           | 19   | 5  | 1  | 13 | 19 | 33 | -14 | 16   | 2016 K3리그 승강 플레이오프        |
| 16   | 부여 FC (R)            | 19   | 4  | 4  | 11 | 18 | 31 | -13 | 16   | 신설 하부리그 강등                 |
| 17   | 서울 유나이티드 (R)    | 19   | 3  | 3  | 13 | 23 | 53 | -30 | 12   | 신설 하부리그 강등                 |
| 18   | 전남 영광 FC (R)       | 19   | 2  | 2  | 15 | 16 | 53 | -37 | 8    | 신설 하부리그 강등                 |
| 19   | 고양시민 (R)           | 19   | 1  | 3  | 15 | 20 | 58 | -38 | 6    | 신설 하부리그 강등                 |
| 20   | FC 의정부 (R)          | 19   | 1  | 0  | 18 | 13 | 64 | -51 | 3    | 신설 하부리그 강등                 |

* 마지막 업데이트 : 2016년 10월 30일
* 출처 : http://data.7m.cn/matches_data/680/kr/standing.shtml ]
* 순위 결정방식 : 
1) 승점; 2) 골 득실차; 3) 득점 수.
* (C) = 우승; (R) = 강등; (P) = 승격; (O) = 플레이오프 승리; (A) = 다음 라운드 진출 
* 시즌이 끝나지 않은 경우만 사용되는 표시: 
(Q) = 대항전 진출 자격이 됨; (TQ) = 대항전 진출 자격이 됐으나 진출할 라운드가 정해지지 않음; (RQ) = 강등 결정전 진출 자격이 됨; (DQ) = 대항전 진출 자격을 잃음.

## 2016 K3리그 챔피언십
리그 2위와 5위, 리그 3위와 4위가 플레이오프 1차전에 진출하고 리그 1위는 챔피언 결정전에 직행한다. 챔피언십 플레이오프는 리그 순위가 높은 팀의 홈 경기장에서 단판승부로 치르며, 90분 내에 승부가 나지 않으면 연장전과 승부차기를 적용하지 않고 리그 순위가 높은 팀을 승리 팀으로 처리한다.
|  | 챔피언십PO 1차전                 | 챔피언십PO 1차전 |   |  | 챔피언십PO 2차전               | 챔피언십PO 2차전 |
|  |                                  |                  |   |  |                                |                  |
|  | 10월 22일 13:00 - 김포공설운동장 |                  |   |  |                                |                  |
|  | 김포 시민축구단                  | 0                |   |  |                                |                  |
|  | 전주 시민축구단 (Q)              | 1                |   |  |                                |                  |
|  |                                  |                  |   |  |                                |                  |
|  |                                  |                  |   |  | 10월 29일 13:00 - 흥덕축구공원 |                  |
|  |                                  |                  |   |  | 청주 시티 FC (Q)               | 1                |
|  |                                  | 전주 시민축구단  | 1 |  |                                |                  |
|  |                                  |                  |   |  |                                |                  |
|  |                                  |                  |   |  |                                |                  |
|  |                                  |                  |   |  |                                |                  |
|  | 10월 22일 13:00 - 흥덕축구공원   |                  |   |  |                                |                  |
|  | 청주 시티 FC (Q)                 | 1                |   |  |                                |                  |
|  | 양주 시민축구단                  | 1                |   |  |                                |                  |

### 플레이오프 1차전
| 김포 시민축구단 | 0-1 | 전주 시민축구단 |
| --------------- | --- | --------------- |
|                 |     | 송민우 43′      |

| 청주 시티 FC | 1-1 | 양주 시민축구단 |
| ------------ | --- | --------------- |
| 강윤구 79′   |     | 이행수 83′      |

### 플레이오프 2차전
| 청주 시티 FC | 1-1 | 전주 시민축구단 |
| ------------ | --- | --------------- |
| 김준영 45′   |     | 강신명 24′      |

## 2016 K3리그 승격 플레이오프
리그 12위와 15위, 리그 13위와 14위가 승격 플레이오프 1차전을 치르고 우승한 팀들은 승격 플레이오프 2차전에 진출해 최종적으로 승격하는 팀을 가린다. 승격 플레이오프는 리그 순위가 높은 팀의 홈 경기장에서 단판승부로 치르며, 90분 내에 승부가 나지 않으면 연장전과 승부차기를 적용하지 않고 리그 순위가 높은 팀을 승리 팀으로 처리한다.
|  | 승격PO 1차전                   | 승격PO 1차전 |   |  | 승격PO 2차전                     | 승격PO 2차전 |
|  |                                |              |   |  |                                  |              |
|  | 10월 23일 13:00 - 정왕체육공원 |              |   |  |                                  |              |
|  | 시흥 시민축구단 (R)            | 1            |   |  |                                  |              |
|  | 청주 FC                        | 2            |   |  |                                  |              |
|  |                                |              |   |  |                                  |              |
|  |                                |              |   |  | 10월 30일 13:00 - 평창종합운동장 |              |
|  |                                |              |   |  | 평창 FC (R)                      | 1            |
|  |                                | 청주 FC      | 3 |  |                                  |              |
|  |                                |              |   |  |                                  |              |
|  |                                |              |   |  |                                  |              |
|  |                                |              |   |  |                                  |              |
|  | 10월 23일 13:00 - 효창운동장   |              |   |  |                                  |              |
|  | 중랑 코러스 무스탕 (R)         | 0            |   |  |                                  |              |
|  | 평창 FC                        | 1            |   |  |                                  |              |

### 플레이오프 1차전
| 시흥 시민축구단 | 1-2 | 청주 FC        |
| --------------- | --- | -------------- |
| 강태훈 30′      |     | 류선곤 35′ 87′ |

| 중랑 코러스 무스탕 | 0-1 | 평창 FC    |
| ------------------ | --- | ---------- |
|                    |     | 김도윤 45′ |

### 플레이오프 2차전
| 평창 FC    | 1-3 | 청주 FC                            |
| ---------- | --- | ---------------------------------- |
| 정석주 30′ |     | 이기선 27′, 류선곤 82′, 유용구 84′ |

## 같이 보기
- 2016년 대한민국 축구 리그 시스템

 1부 K리그 클래식 2016
 2부 K리그 챌린지 2016
 3부 내셔널리그 2016
 4부 K3리그 2016
 FA컵 FA컵 2016
- K3리그 관련 문서

 리그 K3리그
 주관 대한축구협회
 컵 대회 대한민국 FA컵